# Pârvova
Pârvova – wieś w Rumunii, w okręgu Caraș-Severin, w gminie Lăpușnicel. W 2011 roku liczyła 489 mieszkańców. 